# Rawson (departamento de San Juan)
Rawson é um departamento da Argentina, localizado na província de San Juan.